# Sébastien Demarbaix
Sébastien Demarbaix, nacido el 19 de diciembre de 1973 en Lessines, es un antiguo ciclista belga ya retirado que fue profesional entre 1994 y 2002. Tras su retirada se convirtió en director deportivo del conjunto Wanty-Groupe Gobert.

## Palmarés
1994
- 1 etapa del Tour de Valonia

## Resultados en las grandes vueltas
| Carrera         | 1994 | 1995 | 1996 | 1997 | 1998 | 1999  | 2000 | 2001  | 2002 |
| --------------- | ---- | ---- | ---- | ---- | ---- | ----- | ---- | ----- | ---- |
| Giro de Italia  | -    | -    | -    | -    | -    | -     | -    | -     | -    |
| Tour de Francia | -    | -    | -    | -    | -    | 130.º | 88.º | 108.º | -    |
| Vuelta a España | -    | -    | -    | -    | -    | -     | -    | -     | -    |
| Mundial en Ruta | -    | -    | -    | -    | -    | -     | -    | -     | -    |

-: no participa

Ab.: abandono